# Federico Castejón y Martínez de Arizala
Federico Castejón y Martínez de Arizala (Córdoba, 29 de noviembre de 1888-Cádiz, 18 de enero de 1972) fue catedrático de Derecho Penal en la Universidad de Sevilla y magistrado del Tribunal Supremo de Justicia.

## Biografía
Nació el 20 de noviembre de 1888, en Córdoba. Hijo de Federico Castejón León, diputado a Cortes en 1890, y de su esposa, Dolores Martínez de Arizala. Recibió educación universitaria en Sevilla, Madrid y Roma (Italia). Hermano de Rafael Castejón y Martínez de Arizala, catedrático de Veterinaria.
Contrajo matrimonio con Concepción Chacón de la Aldea, el 28 de mayo de 1914. De este matrimonio nacieron 5 hijos: María, Federico, José Luis, Carlos y Jaime.
Licenciado en Derecho ( Sevilla, 1908), Pensionado en el extranjero para ampliar estudios en Italia ( 1909), Francia, Alemania y Bélgica ( 1931), Profesor  auxiliar en Sevilla y Zaragoza ( 1911), catedrático de Derecho Penal de la Universidad de Sevilla ( 1913), Magistrado del tribunal supremo (1938), Director de la Escuela Social de Sevilla ( 1929-1936). Presidente del Grupo español del Instituto Internacional para Estudios de Defensa Social ( Génova. Italia) (1949). Experto gubernamental español de la Sección de Defensa social de la ONU, desde 1956. Miembro de la Real Academia de Jurisprudencia  y Legislación, de Madrid  (1950). Miembro de la Real Academia de Ciencias de Córdoba ( 1914). Delegado Nacional  de la Sociedad internacional de Criminología de París (1953). Vicepresidente del  Centre International d'estudes sur la fausse monnaie (1949).Presidente Honorario Perpetuo del  instituto Penal y penitenciario hispano-Luso -Americano y filipino, desde 1952.
Su nombre aparece en la lista de los veintidós juristas que, designados por el Ministerio de Gobernación franquista, elaboraron el “dictamen sobre la ilegitimidad de los poderes actuantes el 18 de julio de 1936”, documento publicado el 21 de diciembre de 1938, que pretendía justificar la sublevación militar que provocó la guerra civil española.

## Obras
- Nuevas direcciones del Derecho Civil, en Italia (1911).
- Teoría de la continuidad de los Derechos penal y civil (1913, segunda edición 1948).
- Legislación penitenciaria española (1914). Tratado de la responsabilidad (1926).
- Datos para una reforma penal (1934). Unificación de estadísticas criminales (1936,1945).
- Anteproyecto de código, penal subjetivo (1944).
- Memoria sobre proyecto de Código penal Internacional (1952). Unificación legislativa iberoamericana (1947).
- Legislación penitenciaria española ( 1914).
- Proyectos de Código y de tribunal penales internacionales (1956-1960). Lucha internacional contra la moneda falsa ( 1952).
- Anteproyecto del acuerdo Ibero-americano y de reforma del convenio de Ginebra del 20 de abril, sobre moneda falsa ( 1952).